# Antanas Impulevičius
Antanas Impulevičius-Impulėnas, né le 28 janvier 1907 à Panevėžys et mort le 4 décembre 1970 à Philadelphie, était un officier de l'armée lituanienne (grade de major en 1937), devenu pendant la Seconde Guerre mondiale un collaborationniste nazi.

## Biographie
Après l'occupation de la Lituanie par l'Union soviétique, il est arrêté par le NKVD le 11 septembre 1940. Il est libéré lors du soulèvement de juin 1941. Antanas Impulevičius rejoint la Schutzmannschaft lituanienne et prend le commandement du 12e bataillon auxiliaire de police, à la suite de Franz Lechthaler. Son unité est envoyée en Biélorussie, où elle participe à des exécutions massives de Juifs, notamment à Minsk et Kletsk. Sa mission est de nettoyer Minsk des bolchéviques, partisans et des Juifs.
Les archives soviétiques adressées en octobre 1962 aux États-Unis alors que se tient le procès de neuf accusés d'atrocités et crimes de guerre à Kaunas, font mention de 46 000 personnes assassinées en deux mois, entre octobre et décembre 1941.
Opportuniste, il a également rejoint l'éphémère Force de défense territoriale lituanienne.
En 1944, il s'enfuit et s'installe en Allemagne, mais il émigre finalement aux États-Unis en 1949. Il passera le reste de sa vie à Philadelphie, dans l'impunité totale. Il est même un éminent représentant de l'American Lithuanian War Veterans Association. Nombreux sont les combattants lituaniens à passer dans l'Armée Rouge ou dans d'autres armées alliées pour sauver leur peau. C'est au prétexte de ce statut de « combattant de la liberté » que beaucoup échappent à un jugement sévère.

## Condamnation
En 1962, la Cour suprême de la RSS de Lituanie l'a condamné à mort par contumace . Après le procès, les États-Unis ont rejeté la demande de l'Union Soviétique de l'extrader.
Les archives de la CIA datées de 1962 évoquant, parmi d'autres criminels de guerre lituaniens, Antanas Impulevičius, sont désormais déclassifiées.

## Décès
Antanas Impulevičius décède, impuni, le 4 décembre 1970 à Philadelphie.